# Parasyrphus semiinterruptus
Parasyrphus semiinterruptus är en tvåvingeart som först beskrevs av Fluke 1935.  Parasyrphus semiinterruptus ingår i släktet buskblomflugor, och familjen blomflugor. Inga underarter finns listade i Catalogue of Life.